# ジュマ・カーン・ハムダード
ジュマ・ハーン・ハムダルド（パシュトゥー語: جمعه خان همدرد, ラテン文字転写: Juma Khan Hamdard、1954年 - ）は、アフガニスタンの政治家である。バグラーン州やジョウズジャーン州、パクティヤー州の知事を歴任した。アシュラフ・ガニー大統領の部族問題のアドバイザーの一人である。

## 経歴
1954年に北部のバルフ州で生まれた。民族はパシュトゥーン人で、マザーリシャリーフのヴァルダク族の出身である。バルフ州やマザーリシャリーフのパシュトゥーン人社会では人気のある指導者の一人で、イスラム党の党員として、アフガニスタン紛争 (1978年-1989年)ではグルブッディーン・ヘクマティヤールの下でソビエト連邦軍と戦った。アフガニスタン紛争 (1989年-2001年)中の1994年にウズベク人軍閥のラシッド・ドスタムと同盟を結び、ターリバーンと戦った。しかし1997年にターリバーンに投降し、1997年と1998年の血塗られた戦闘ではドスタム軍を打ち負かすために協力した。
2001年後半、アメリカ合衆国が主導する連合軍がアフガニスタンに侵攻してくると、ハムダードはドスタムとの同盟を少しだけ復活させた。しかし2004年10月の大統領選挙の前夜、ハーミド・カルザイ大統領を支援すると約束し、バグラーン州やジョウズジャーン州の知事に指名された。これらの州はウズベク人社会の心臓部であり、ドスタムの権力の根源だった。2007年、ジョウズジャーン州の州都シュベルガーンでハムダルドの知事解任を求めるドスタム派のデモが発生した。ハムダルド配下の治安部隊はデモ隊に発砲し、13人が死亡し30人以上が負傷した。2007年12月、ハムダルドはジョウズジャーン州から遠く離れたパクティヤー州の知事に指名された。